# 우에노 유카 (펜싱 선수)
우에노 유카(일본어: 上野 優佳, 2001년 11월 28일~)는 일본의 펜싱 선수로 주 종목은 플뢰레이다. 2024년 하계 올림픽 여자 플뢰레 단체전에서 동메달을 획득했으며 세계 선수권 대회에서 동메달 1개를 획득했다.